# 赫納特基
49°40′54″N 27°21′46″E / 49.68167°N 27.36278°E
赫納特基（羅馬化：Hnatky）是烏克蘭西部赫梅利尼茨基州赫梅利尼茨基區舊康斯坦丁尼夫市鎮的村莊。該村始建於1550年，面積1.08平方公里，海拔高度290米，2001年人口205。